# Algarra
Algarra – gmina w Hiszpanii, w prowincji Cuenca, w Kastylii-La Mancha, o powierzchni 41,91 km². W 2011 roku gmina liczyła 20 mieszkańców.